# 18 أغسطس
- السبت
- الأحد
- الاثنين
- الثلاثاء
- الأربعاء
- الخميس
- الجمعة

- 261 صفر 1447  هـ
- 272 صفر 1447  هـ
- 283 صفر 1447  هـ
- 294 صفر 1447  هـ
- 305 صفر 1447  هـ
- 316 صفر 1447  هـ
- 17 صفر 1447  هـ
- 28 صفر 1447  هـ
- 39 صفر 1447  هـ
- 410 صفر 1447  هـ
- 511 صفر 1447  هـ
- 612 صفر 1447  هـ
- 713 صفر 1447  هـ
- 814 صفر 1447  هـ
- 915 صفر 1447  هـ
- 1016 صفر 1447  هـ
- 1117 صفر 1447  هـ
- 1218 صفر 1447  هـ
- 1319 صفر 1447  هـ
- 1420 صفر 1447  هـ
- 1521 صفر 1447  هـ
- 1622 صفر 1447  هـ
- 1723 صفر 1447  هـ
- 1824 صفر 1447  هـ
- 1925 صفر 1447  هـ
- 2026 صفر 1447  هـ
- 2127 صفر 1447  هـ
- 2228 صفر 1447  هـ
- 2329 صفر 1447  هـ
- 241 ربيع الأول 1447  هـ
- 252 ربيع الأول 1447  هـ
- 263 ربيع الأول 1447  هـ
- 274 ربيع الأول 1447  هـ
- 285 ربيع الأول 1447  هـ
- 296 ربيع الأول 1447  هـ
- 307 ربيع الأول 1447  هـ
- 318 ربيع الأول 1447  هـ
- 19 ربيع الأول 1447  هـ
- 210 ربيع الأول 1447  هـ
- 311 ربيع الأول 1447  هـ
- 412 ربيع الأول 1447  هـ
- 513 ربيع الأول 1447  هـ

18 أغسطس أو 18 آب أو يوم 18 \ 8 (اليوم الثامن عشر من الشهر الثامن) هو اليوم الثلاثون بعد المئتين (230) من السنوات البسيطة، أو اليوم الحادي والثلاثون بعد المئتين (231) من السنوات الكبيسة وفقًا للتقويم الميلادي الغربي (الغريغوري). يبقى بعده 135 يوما لانتهاء السنة.

## أحداث
- 1807 - انطلاق أول رحلة لسفينة بخارية نظامية اخترعها المهندس الأمريكي روبرت فلتون مدشنًا بذلك عصر الملاحة ذو الدفع الميكانيكي.
- 1920 - اجتماع بين الوفد المصري بزعامة سعد زغلول والوفد البريطاني وذلك لوضع صيغة الاعتراف باستقلال مصر.
- 1927 - الملك محمد الخامس يتولى مقاليد الحكم في المغرب.
- 1964 -
  - منع جنوب أفريقيا من المشاركة في دورة الألعاب الأولمبية الثامنة عشر المقامة في طوكيو وذلك بسبب رفضها إدانة سياسة التفرقة العنصرية.
  - انتخاب شارل حلو رئيسًا للجمهورية اللبنانية.
- 1992 - إعلان إفلاس شركة تقنية المعلومات العملاقة «وانغ (بالإنجليزية: WANG)».
- 2008 - الرئيس الباكستاني برويز مشرف يستقيل من منصبه بعد اشتداد الضغط السياسي المطالب باستقالته أو إقالته.
- 2011 - وحدة عسكرية إسرائيلية تقتل وتصيب عددًا من الجنود المصريين على الحدود المصرية / الإسرائيلية.
- 2013 - اختتام بطولة العالم لألعاب القوى 2013 في موسكو وفوز روسيا بأغلب الميداليات الذهبية.
- 2017 - مقتل شخصين وإصابة عشرة آخرين بسبب حادثة طعن قام بها شاب مغربي في مدينة توركو الفنلندية.
- 2018 -
  - لاعب الكريكيت السابق عمران خان يصبح رسميًا رئيس الوزراء في باكستان.
  - انطلاق دورة الألعاب الآسيوية 2018 المنعقدة في الفترة ما بين 18 أغسطس و2 سبتمبر في جاكرتا عاصمة إندونيسيا.
- 2020 - المحكمة الدولية الخاصة بلبنان تصدر حكمها بإدانة سليم عياش ضمن قائمة المتهمين، في قضية اغتيال رئيس الوزراء اللبناني الأسبق رفيق الحريري.

## مواليد
- 1414 - عبد الرحمن الجامي، شاعر فارسي.
- 1611 - الملكة ماريا لويزا غونزاغا، ملكة بولندا.
- 1792 - جون رسل، رئيس وزراء المملكة المتحدة.
- 1830 - فرانز جوزيف الأول، إمبراطور الإمبراطورية النمساوية المجرية.
- 1920 - شيلي وينترز، ممثلة أمريكية.
- 1922 - خالد محيي الدين، عسكري وسياسي مصري وأحد أفراد حركة الضباط الأحرار.
- 1924 - أنيس منصور، كاتب صحفي وأديب مصري.
- 1925 - برايان ألديس، كاتب إنجليزي.
- 1927 - روزالين سميث كارتر، زوجة الرئيس الأمريكي جيمي كارتر.
- 1933 -
  - جاست فونتين، لاعب كرة قدم فرنسي.
  - رومان بولانسكي، مخرج وممثل بولندي.
- 1936 - روبرت ريدفورد، ممثل ومخرج أمريكي.
- 1941 - محمد الغنوشي، سياسي تونسي.
- 1943 -
  - روبيرتو روزاتو، لاعب كرة قدم إيطالي.
  - جاني ريفيرا، لاعب كرة قدم إيطالي.
- 1946 - إبراهيم نصر، ممثل مصري.
- 1952 - باتريك سويزي، ممثل ومغني وراقص وكاتب أغاني أمريكي.
- 1955 -
  - أحلام محمد، ممثلة بحرينية.
  - طاهر الجمل، عالم أمريكي من أصل مصري في علم التعمية.
- 1958 - مادلين ستو، ممثلة أمريكية.
- 1961 - هيام طعمة، ممثلة ومغنية سورية.
- 1962 - فيليبي كالديرون، رئيس المكسيك.
- 1968 - خالد البلطان، رجل أعمال سعودي.
- 1969 - إدوارد نورتون، ممثل أمريكي.
- 1976 - باراسكيفاس أنتزاس، لاعب كرة قدم يوناني.
- 1978 - شادي مقرش، ممثل سوري.
- 1980 - إستبان كامبياسو، لاعب كرة قدم أرجنتيني.
- 1981 -
  - ديميتريس سالبينغيديس، لاعب كرة قدم يوناني.
  - سيزار ديلغادو، لاعب كرة قدم أرجنتيني.
  - ليليا الأطرش، ممثلة سورية.
- 1983 -
  - رندا البحيري، ممثلة مصرية.
  - ميكا، مغني بريطاني من أصل لبناني.
- 1984 - روبرت هوث، لاعب كرة قدم ألماني.
- 1986 - روس ماكورماك، لاعب كرة قدم اسكتلندي.
- 1987 - ميكا بورم، ممثلة أمريكية.
- 1988 -
  - جاك هوبز، لاعب كرة قدم إنجليزي.
  - جي دراغون، مغني وعضو فرقة بيغ بانغ.

## وفيات
- 1227 - جنكيز خان، قائد مغولي.
- 1503 - البابا إسكندر السادس، بابا الكنيسة الرومانية الكاثوليكية.
- 1765 - فرانسيس الأول، إمبراطور الإمبراطورية الرومانية المقدسة.
- 1850 - أونوريه دي بلزاك، أديب فرنسي.
- 1952 - سلطان إبراهيم الكليب، اقتصادي وسياسي كويتي.
- 1992 - كريستوفر جونسن مكندلز، مغامر أمريكي.
- 2000 - مرزوق المرزوق، ملحن كويتي.
- 2009 - كيم داي جونج، رئيس كوريا الجنوبية حاصل على جائزة نوبل للسلام عام 2000.
- 2015 - خالد الأسعد، عالِم آثار سوري قتل على يد تنظيم داعش.
- 2018 - كوفي أنان، دبلوماسي غاني والأمين العام السابع للأُمم المتحدة.
- 2025 - إيمان الغوري، ممثلة سورية.

## أعياد ومناسبات
- اليوم الوطني في أفغانستان.

## وصلات خارجية
- وكالة الأنباء القطريَّة: حدث في مثل هذا اليوم.
- النيويورك تايمز: حدث في مثل هذا اليوم.
- BBC: حدث في مثل هذا اليوم.